# 홍농버스터미널
홍농버스터미널은 전라남도 영광군 홍농읍 상하길 28 (상하리 498-4)에 위치한 버스터미널이다.

## 운행 노선[1]

### 시외버스
| 방면        | 행선지                   |
| ----------- | ------------------------ |
| 호남권 방면 | 광주, 영광, 법성포, 문장 |

### 농어촌버스
- 영광군의 농어촌버스 시간표[깨진 링크(과거 내용 찾기)]